# Miguel Domínguez
Pour les articles homonymes, voir Domínguez.
Miguel Ramón Sebastían Domínguez Alemán (14 janvier 1756 Mexico - 22 avril 1830 Mexico) est un homme politique mexicain, membre suppléant du Suprême Pouvoir Exécutif au Mexique entre 1er avril 1823 et 10 octobre 1824 avec les membres titulaires Pedro Celestino Negrete, Guadalupe Victoria et Nicolás Bravo Rueda. Ce Suprême Pouvoir Exécutif a gouverné au Mexique après l'Empire mexicain d'Augustin Ier et avant de la République Fédérale avec le président Guadalupe Victoria